# Tipula moiwana
Tipula moiwana är en tvåvingeart som först beskrevs av Matsumura 1916.  Tipula moiwana ingår i släktet Tipula och familjen storharkrankar. Inga underarter finns listade i Catalogue of Life.